# 云南轮环藤
云南轮环藤（学名：Cyclea meeboldii）为防己科轮环藤属下的一个种。

## 扩展阅读
- 維基物種上的相關：云南轮环藤